# Boll (Hechingen)

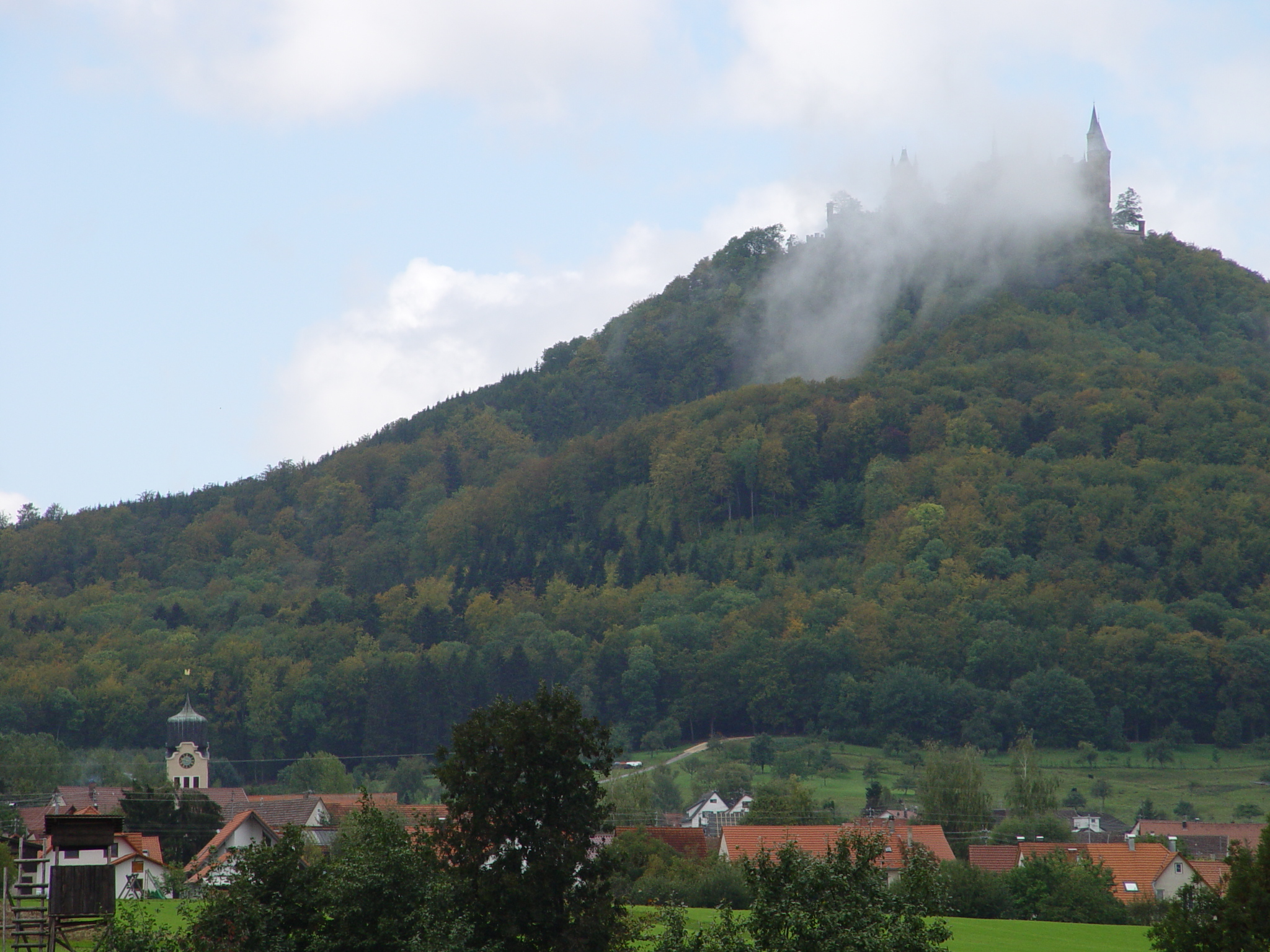
Boll en Burg Hohenzollern

Boll is een plaats in de Duitse gemeente Hechingen, deelstaat Baden-Württemberg, en telt 1189 inwoners.